# Campeonato Sul-Americano de Voleibol Feminino de 1993
O 20º Campeonato Sul-Americano de Voleibol Feminino foi realizado no ano de 1993 em Cusco, Peru.

## Final
| 19 de Setembro | Peru | 3-1 | Brasil | 14-16 | 15-5 | 15-1 | 15-10 | - | 59-32 |

## Tabela Final
| Posição | Equipe    |
| ------- | --------- |
|         | Peru      |
|         | Brasil    |
|         | Venezuela |
| 4       | Colômbia  |
| 5       | Chile     |
| 6       | Uruguai   |

## Premiação
| Campeonato Sul-Americano de Voleibol Feminino de 1993 |
| border.                                               |
| ----------------------------------------------------- |
| Peru (12º título)                                     |